# Cobitis elongata
Cobitis elongata или вијуница је зракоперка из реда Cypriniformes и фамилије Cobitidae.

## Станиште
Настањује речне екосистеме слатководних подручја. Присутна је у рекама црноморског слива, а на подручју реке Дунав је ендемична врста.

## Распрострањење
Ареал вијунице обухвата већи број држава. Врста има станиште у Румунији, Бугарској, Словенији, Хрватској, Србији, Босни и Херцеговини, Црној Гори, Македонији и Аустрији.

## Угроженост
Ова врста је наведена као последња брига, јер има широко распрострањење и честа је врста.